# 47 Pułk Piechoty (austro-węgierski)

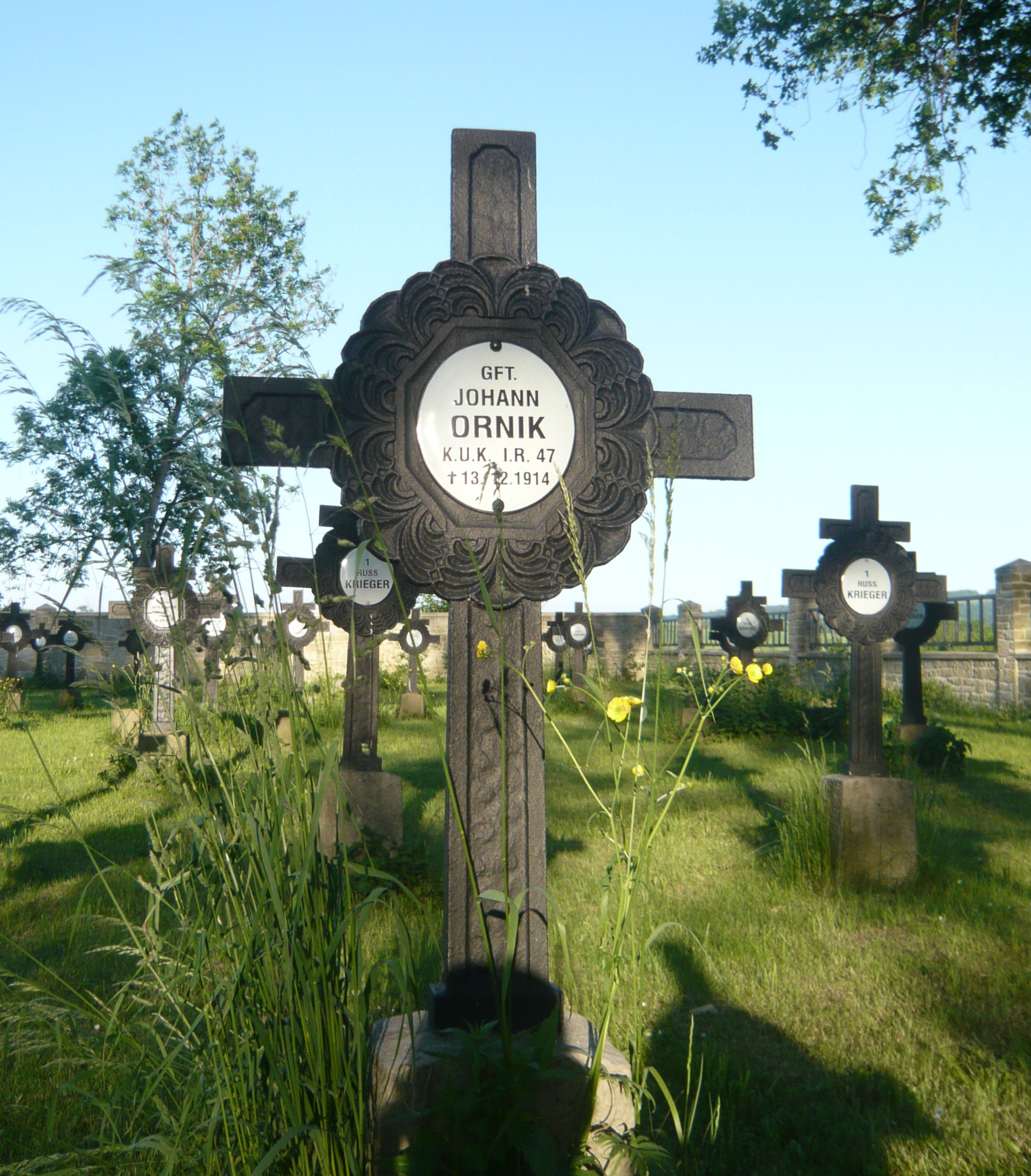
Grób Johanna Ornika gefrajtra IR. 47, poległego 13 XII 1914, na cmentarzu nr 8 w Nowym Żmigrodzie

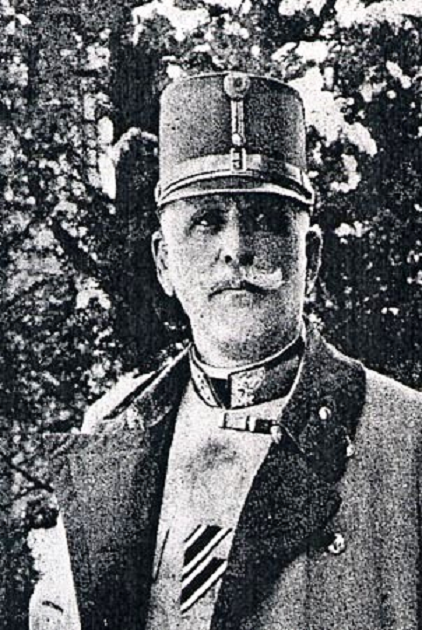
Franz Kalser von Maasfeld

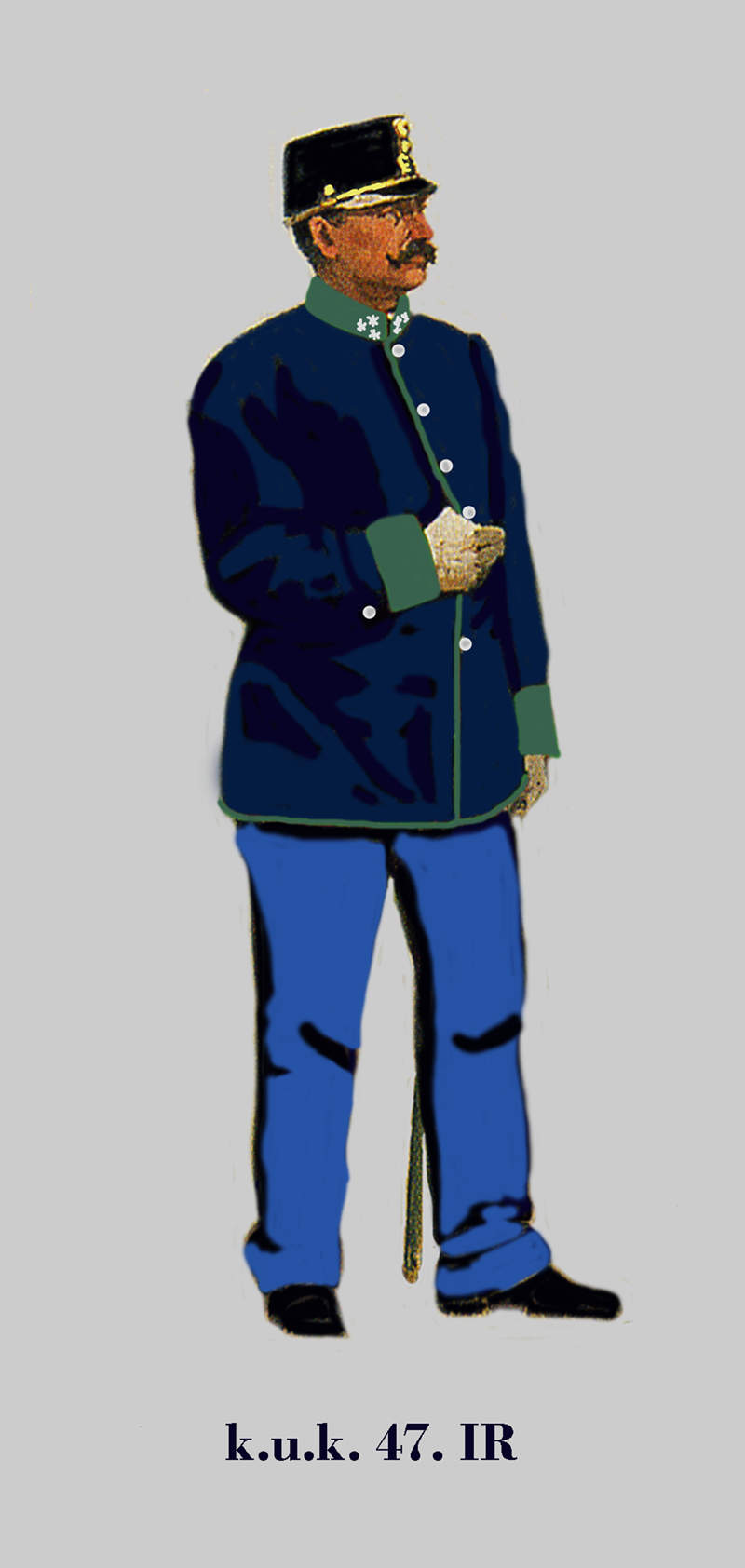
Kapitan IR. 47 w mundurze służbowym

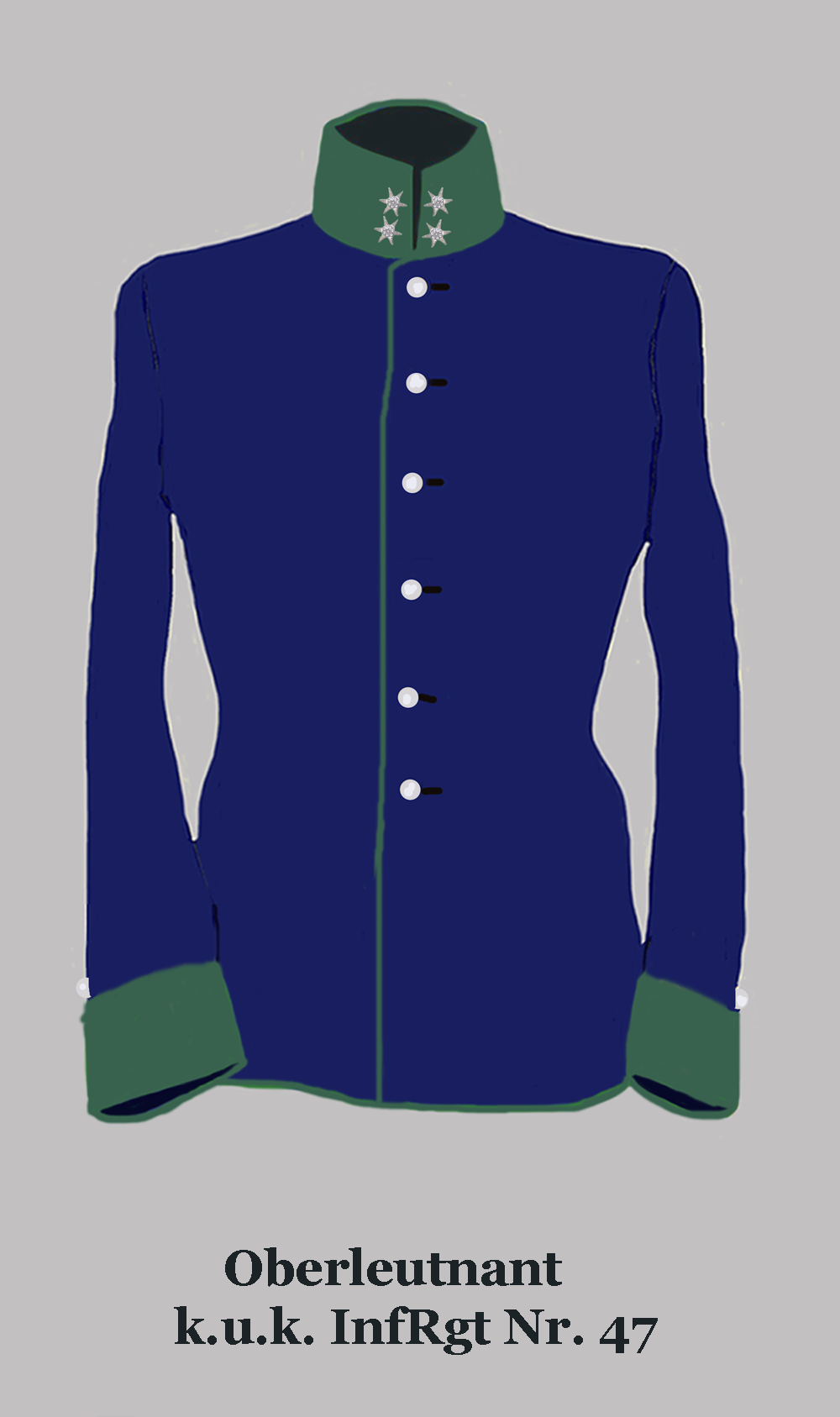
Kurtka munduru porucznika IR. 47

Styryjski Pułk Piechoty Nr 47 (IR. 47) – pułk piechoty cesarskiej i królewskiej Armii.

## Historia pułku
Pułk kontynuował tradycje pułku utworzonego w 1682 roku.
Swoje święto pułk obchodził 23 marca w rocznicę bitwy pod Novarą stoczonej w 1849 roku.
Okręg uzupełnień nr 47 Maribor (niem. Marburg) Słowenia na terytorium 3 Korpusu.
Kolory pułkowe: stalowozielony (papageiengrün), guziki srebrne.
W 1816 roku sztab pułk stacjonował w Pradze.
W 1873 roku komenda pułku stacjonowała w Klagenfurcie, natomiast komenda rezerwowa i stacja okręgu uzupełnień w Mariborze.
W latach 1903–1911 komenda pułku oraz bataliony 1., 2. i 4. stacjonowały w Gorycji, natomiast 3. batalion w Mariborze, w Słowenii.
W latach 1912–1914 komenda pułku oraz 2. i 4. batalion stacjonowały w Gorycji, natomiast 1. batalion w Quisca, a 3. batalion w Mariborze.
Pułk wchodził w skład 56 Brygady Piechoty należącej do 28 Dywizji Piechoty.
Skład narodowościowy w 1914 roku 77% – Niemcy.
W czasie I wojny światowej pułk walczył z Rosjanami w końcu 1914 roku Galicji. Żołnierze pułku są pochowani m.in. na cmentarzach wojennym nr: 8 w Nowym Żmigrodzie, 22 w Jaśle, 47 w Koniecznej oraz 52 w Zdyni.

## Szefowie pułku
Kolejnymi szefami pułku byli:
- FML Ernst Georg Wallis und Karighmain (1682 – †6 IX 1689[5]),
- FZM Ludwig von Vogelsang(inne języki) (1805 – †28 VI 1822),
- FZM Ernst von Hartung (1864–1879),
- FZM Eduard von Litzelhofen (1879–1883),
- generał pułkownik Friedrich von Beck-Rzikowsky (od 1883)[1].

## Żołnierze
Komendanci pułku
- płk Franz Neugebauer (1816[2])
- płk Lukas nobile de Giorgi (1873[3])
- płk Hugo von Leeb (1903)
- płk Emanuel Piwetz (1904–1906)
- płk Peter Hofmann (1907)
- płk Franz Kalser von Maasfeld(inne języki) (1908–1911 → komendant 12 Brygady Górskiej)
- płk Richard Mayer (1912–1914[1])

Oficerowie
- Karl Maria Wiligut (1907–1918)